# Käringön

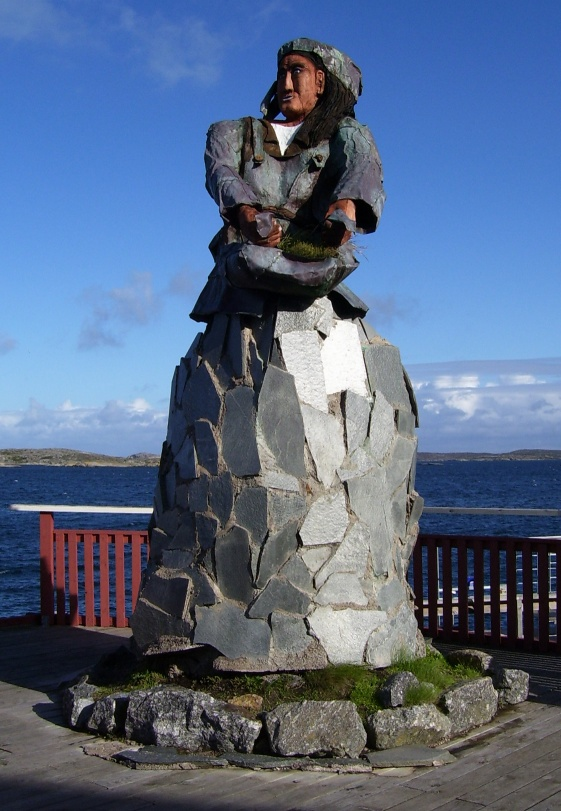
Statyn Käringen

Käringön är en ö och småort i  Orusts kommun. 

## Historik
Käringön skrevs 1659 Kierlingøon, ett namn som antas innehålla käring i betydelsen '(vitmålat) röse till ledning för sjöfarande'.
Käringön var och är kyrkby i Käringöns socken och ingick efter kommunreformen 1862 i Käringöns landskommun. I denna inrättades för ön/orten 29 september 1886 Käringöns municipalsamhälle, vilket från 1952 med orten ingick i Morlanda landskommun, där municipalsamhället kom att upplösas 31 december 1959. Sedan 1971 ingår orten i Orusts kommun. År 1900 hade municipalsamhället 568 invånare och 1925 var antalet 548 invånare.

### Befolkningsutveckling
| Befolkningsutvecklingen i Käringön 1900–2015 | Befolkningsutvecklingen i Käringön 1900–2015 | Befolkningsutvecklingen i Käringön 1900–2015 | Befolkningsutvecklingen i Käringön 1900–2015 | Befolkningsutvecklingen i Käringön 1900–2015 |
| -------------------------------------------- | -------------------------------------------- | -------------------------------------------- | -------------------------------------------- | -------------------------------------------- |
|                                              |                                              |                                              |                                              |                                              |
| År                                           |                                              |                                              | Folkmängd                                    |                                              |
| 1900                                         | 1900                                         |                                              | 515                                          |                                              |
| 1909                                         | 1909                                         |                                              | 614                                          |                                              |
| 1925                                         | 1925                                         |                                              | 548                                          |                                              |
| 1944                                         | 1944                                         |                                              | 336                                          |                                              |
| 2010                                         | 2010                                         |                                              | 118                                          |                                              |
| 2015                                         | 2015                                         |                                              | 83                                           |                                              |
|                                              |                                              |                                              |                                              |                                              |

Befolkningsutveckling: 1909; 1925; 1944.

## Samhället
På ön återfinns Käringöns kyrka, matvarubutik, snabbmatsaffär, fiskaffär, kiosk, båttillbehörsaffär, Galleri Brygghuset, konstateljé och tatueringsstudio, vandrarhem, hotell och restauranger, bland annat fiskrestaurangen Petersons krog. Käringön är sommartid välbesökt av fritidsseglare. Käringöns Brygga har öppet året runt och Simsons prästgård har öppet under sommaren. 

## Kommunikationer
Västtrafik kör flera färjeturer dagligen till ön från Tuvesvik. Några bilfärjor finns dock inte då Käringön saknar vägar anpassade för motortrafik, och det är även förbjudet att cykla på ön 15 juni till 15 augusti. Enda undantaget är Svenska Sjöräddningssällskapet, SSRS, som har en av Sveriges största sjöräddningsstationer på ön. Deras personal har dispens att framföra  utryckningsvelociped.

## Kända personer med anknytning till Käringön
- Ulf och Lena Adelsohn Liljeroth
- Knut Agnred

## Bildgalleri

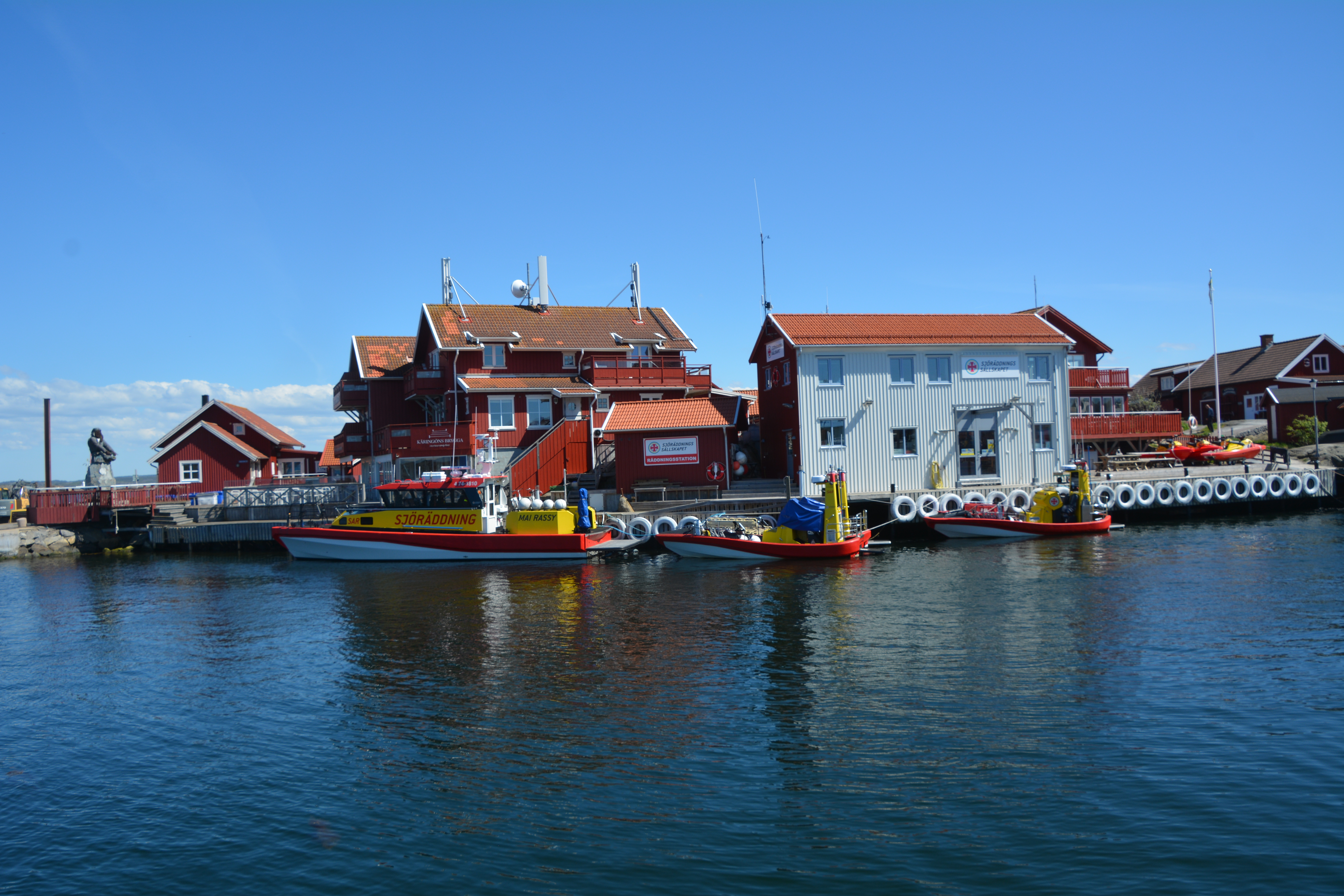
Räddningsstation Käringön
Hamninloppet, med bland annat Räddningskryssaren Dan Broström, 2016
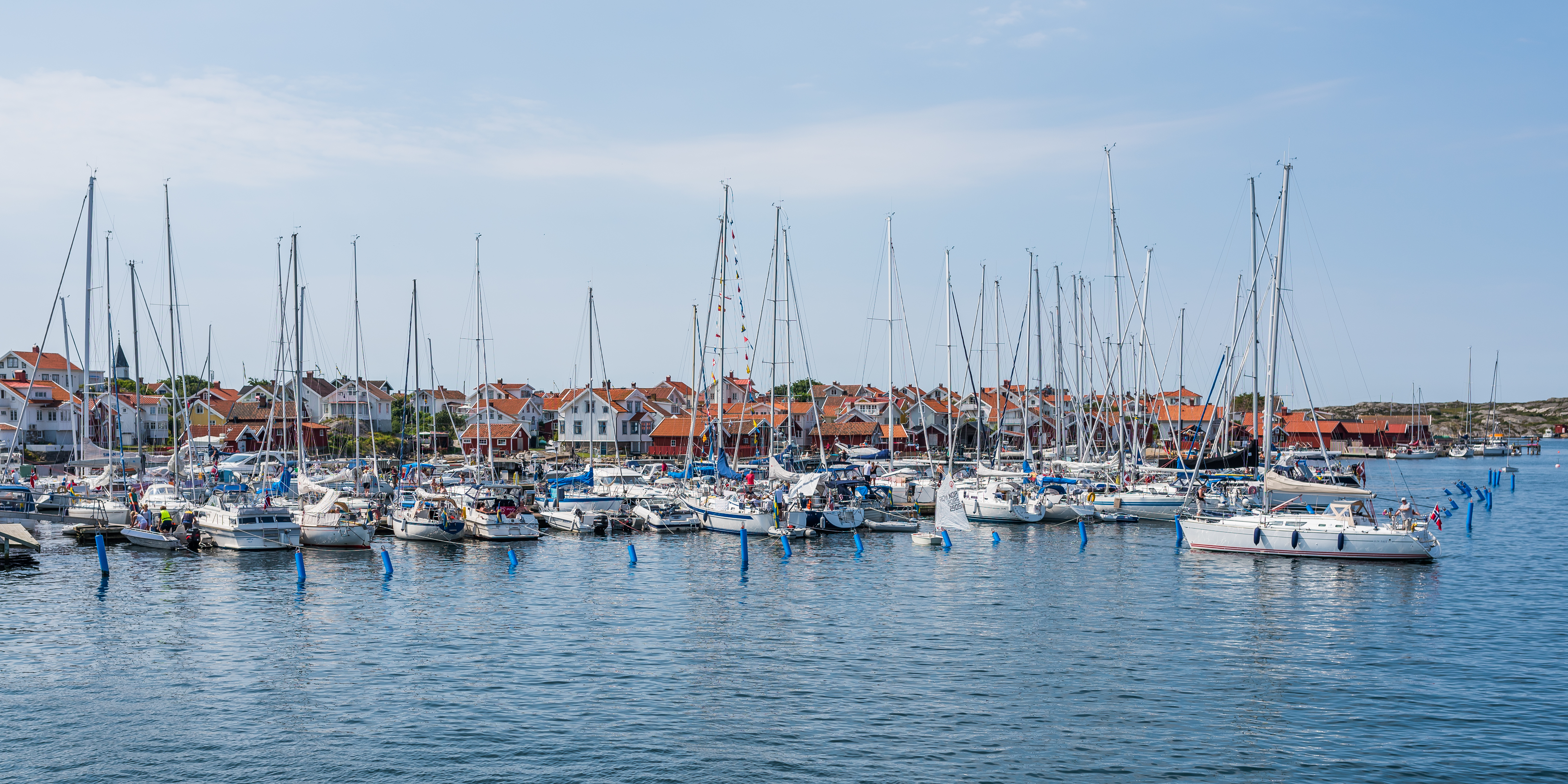
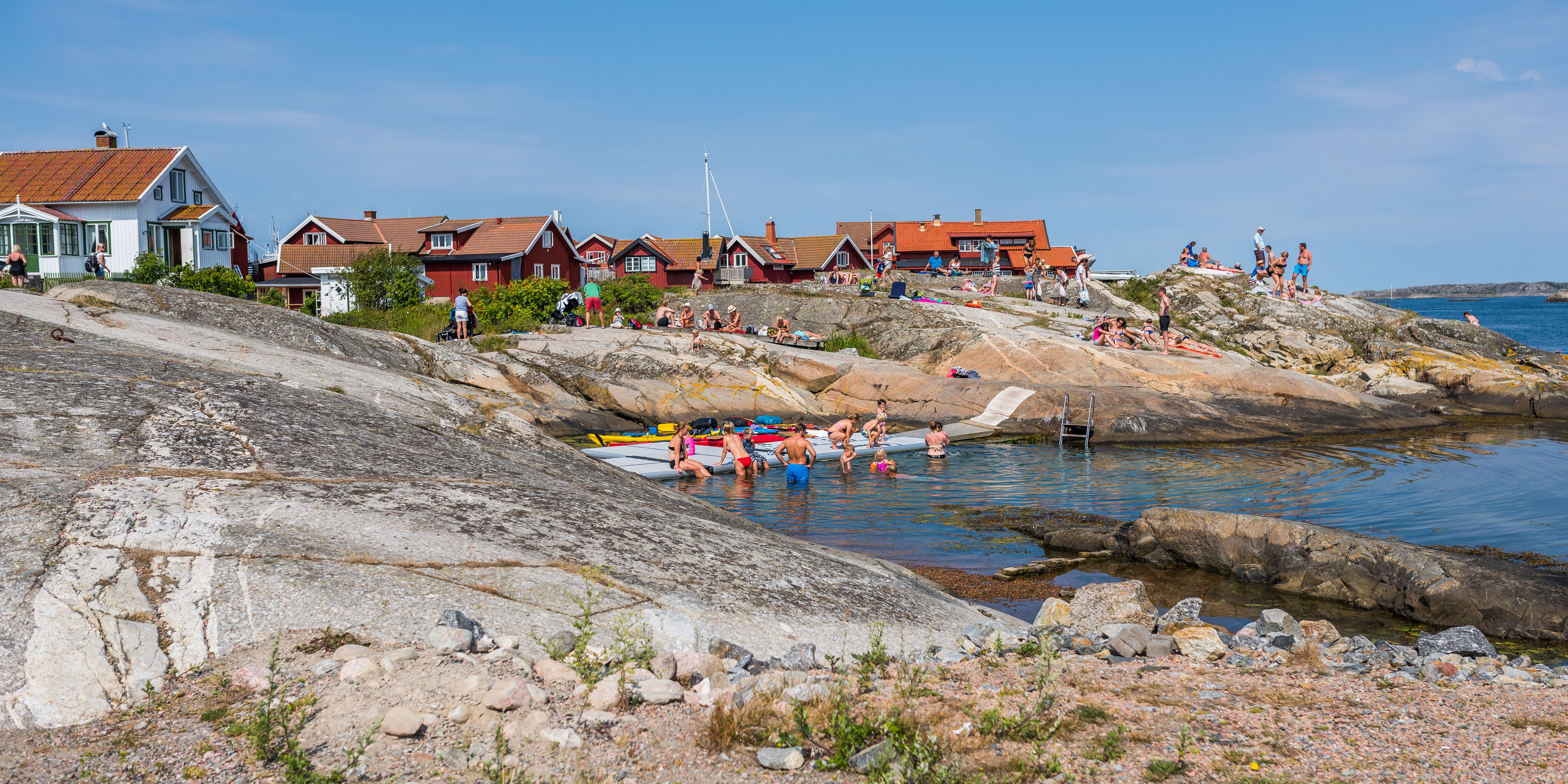
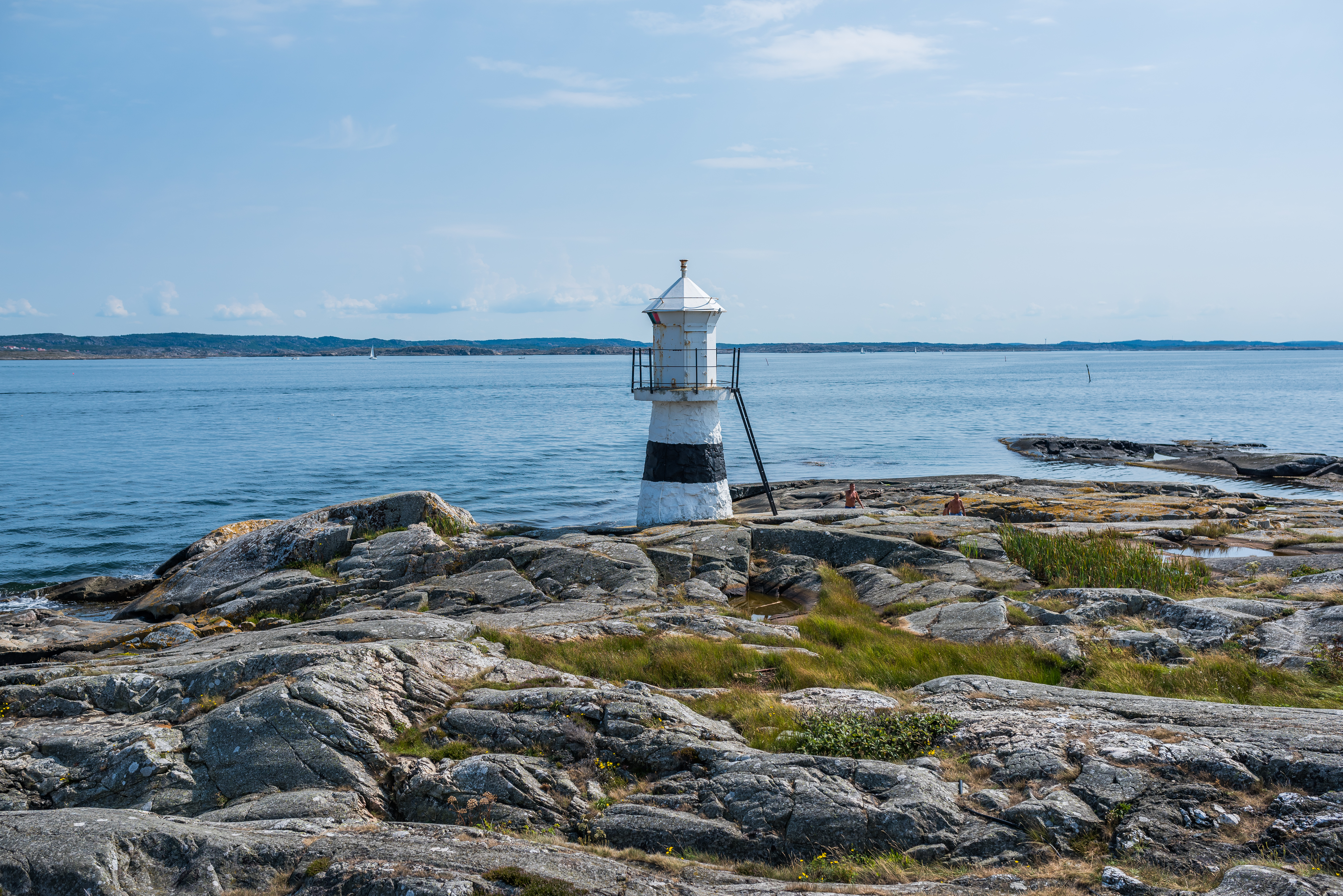
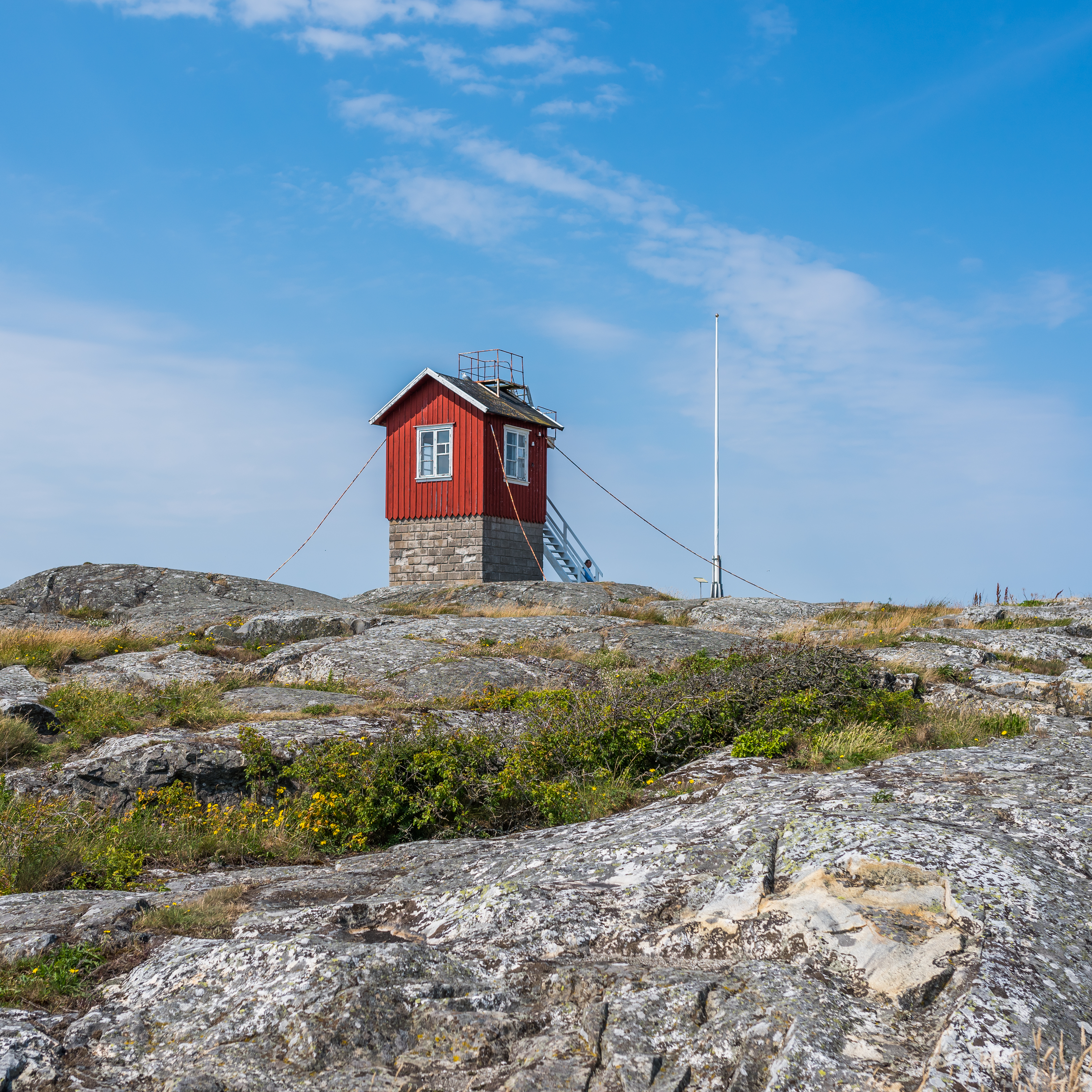
Käringöns lotsutkik
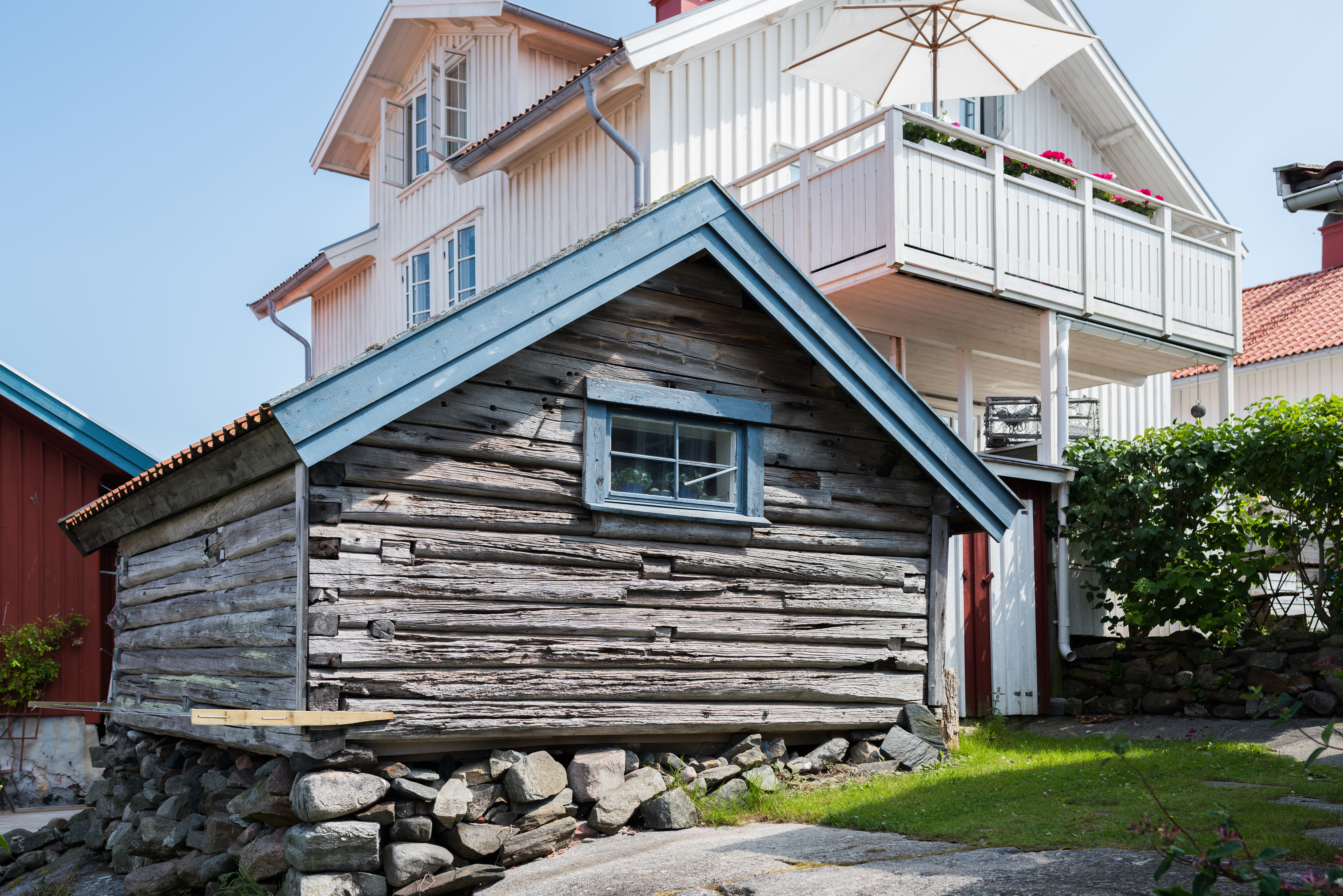
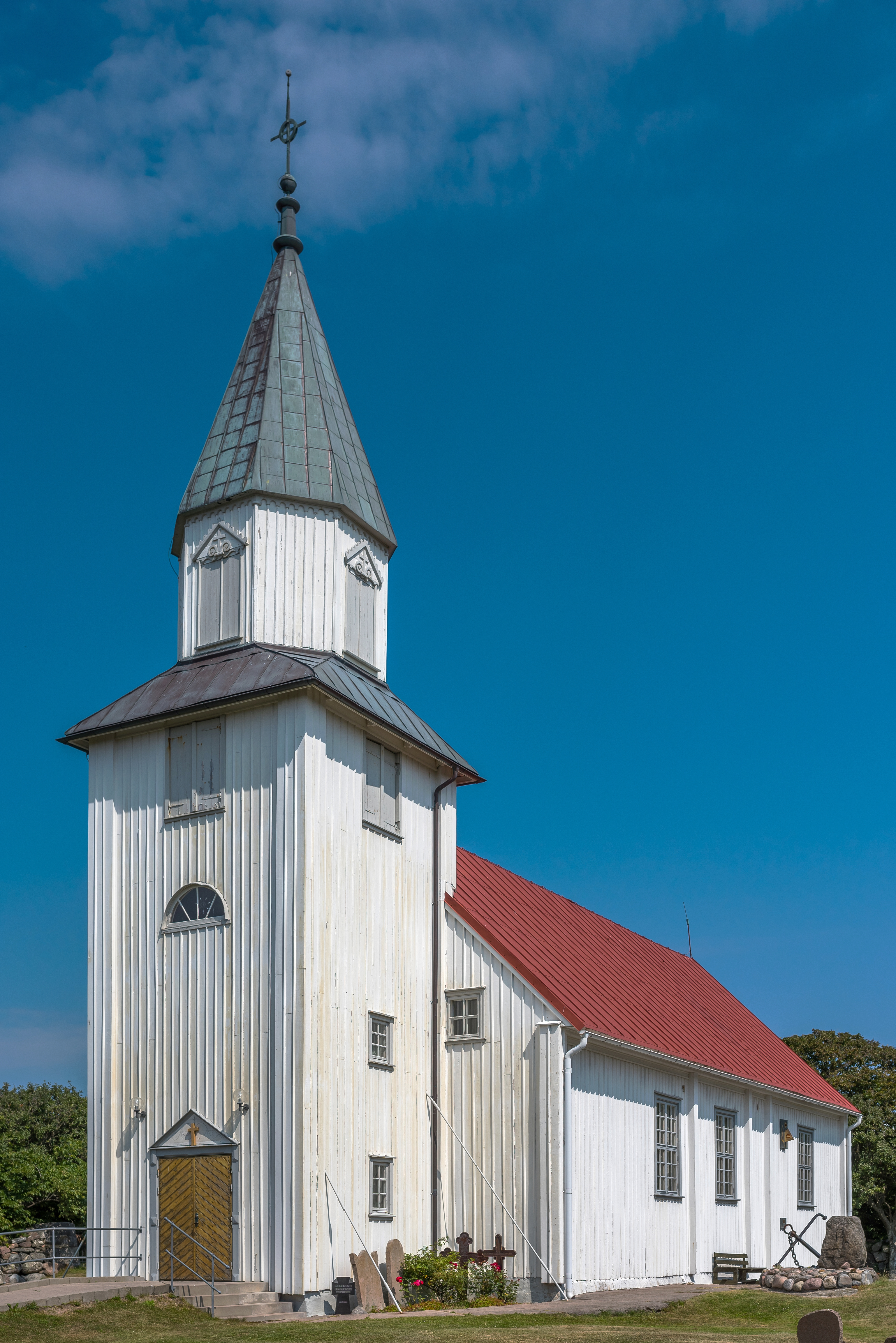
Käringöns kyrka
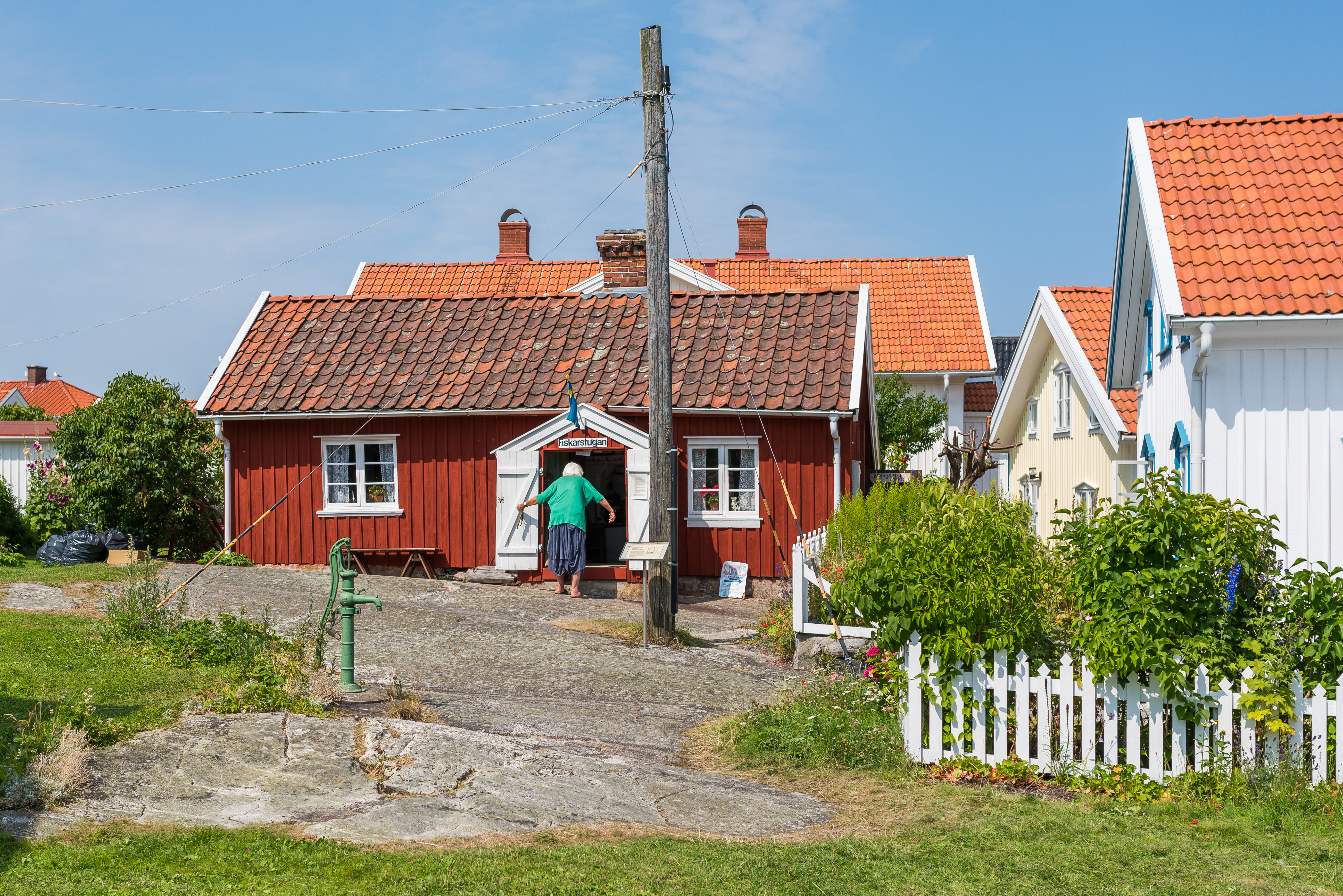